# Eugène Le Roy
Cet article concerne l'écrivain français du XIXe siècle. Pour le peintre français, voir Eugène Leroy. Pour les homonymes, voir Le Roy.
Eugène Le Roy, né le 29 novembre 1836 à Hautefort et mort le 6 mai 1907 à Montignac, est un écrivain français républicain, anticlérical, libre-penseur et franc-maçon, maître du roman de terroir.

## Biographie
Eugène Le Roy est le fils d'un couple de domestiques du baron Ange Hyacinthe Maxence, baron de Damas, ancien ministre, propriétaire du château de Hautefort, dans le Périgord. Son père est domestique du baron et sa mère lingère ; leur emploi force ses parents à le placer en nourrice chez une paysanne des environs. Ses souvenirs d'enfance marqueront fortement son œuvre future, dans laquelle abondent les enfants abandonnés, comme dans beaucoup d'autres romans contemporains. Chez George Sand, où les thèmes de la bâtardise, de l’abandon, de l’adultère, des chagrins d’amour, de l’anticléricalisme et de la « haine » des nobles (les faux surtout, comme chez Le Roy) sont aussi récurrents ; chez G. Bruno, qui met en scène deux orphelins dans le Tour de la France par deux enfants ; chez Hector Malot (Sans famille). L’abandon d’enfants est une réalité sociale indéniable, qui devient l'un des poncifs du romantisme populaire de l’époque.
De 1841 à 1847, Le Roy étudie à l'école rurale d'Hautefort à une époque où la majorité des enfants sont analphabètes. En 1848, il séjourne à Périgueux, où il fréquente l'École des Frères. Il en retiendra surtout le souvenir de la plantation d'un arbre de la liberté pour célébrer l'avènement de la Deuxième République.
En 1851, il refuse le séminaire, et devient commis épicier à Paris ; il fréquente des artisans socialistes et, la rage au cœur, assiste à l’instauration du Second Empire. On ne dispose en réalité d’aucune preuve de sa main concernant les socialistes dont il est question ici : ce sont des personnages de ses romans, Le Moulin du Frau par exemple, mais on n'a aucune preuve de leur réalité historique. Par contre, ses convictions politiques sont établies dès 1860, date à laquelle il passe le concours de l'administration fiscale.
En 1855, il s'engage dans le 4e régiment de chasseurs à cheval, et participe aux campagnes d'Algérie, puis d'Italie. Cassé de son grade de brigadier pour indiscipline, il démissionne au bout de cinq ans.
En 1860, reçu au concours des contributions directes, Eugène Le Roy devient alors aide-percepteur à Périgueux. Pendant la guerre franco-allemande de 1870, il s'engage, après la débâcle du Second Empire, dans les francs-tireurs pour combattre l'envahisseur prussien. Il répond à l'appel de Gambetta qui sera son modèle en politique. En 1871, une fois la défaite française définitive, il rejoint la perception de Montignac. Tombé très malade, il guérit seulement au bout d'un an.
Le 14 juin 1877, à la grande indignation de la bonne société, le futur écrivain épouse civilement sa compagne Marie Peyronnet, dont il a déjà un fils de trois ans, reconnu lors de sa naissance le 27 octobre 1874. Son non-conformisme, mais surtout son républicanisme, entraînent sa révocation comme des milliers d'autres fonctionnaires que le gouvernement d'ordre moral imposé par Mac Mahon révoque pour les mêmes causes (Crise du 16 mai 1877). Il obtiendra difficilement sa réintégration l'année suivante, bien que Mac-Mahon, qui reste président de la République jusqu'en 1879, ait accepté de nommer un premier ministre républicain après la défaite des conservateurs aux élections d'octobre 1877. Bientôt, il consacrera la majeure partie de ses loisirs à l'écriture, utilisant les matériaux emmagasinés pendant toute son existence.
En 1877, il fait une demande d'admission à la loge maçonnique « Les Amis persévérants et l'Étoile de Vesone réunis » à l'Orient de Périgueux. Mais le préfet de la Dordogne a reçu l'ordre du ministre de l'Intérieur, Oscar Bardi de Fourtou, de fermer certaines loges , dont celle-ci. Eugène Le Roy n'est initié qu'en 1878 après que Mac Mahon eut perdu les élections d'octobre 1877 (Histoire de la Franc-maçonnerie en Périgord, Fanlac, 1989).
À partir de ce moment, Eugène Le Roy écrit dans les journaux locaux, Le Réveil de la Dordogne notamment, des articles républicains et anticléricaux. Il suit en cela l'orientation politique et philosophique de la franc-maçonnerie radicale de la fin du XIXe siècle qui orientera les gouvernements vers la Séparation des Églises et de l'État. Le Moulin du Frau, première œuvre romanesque d'Eugène Le Roy publiée en 1890, est une véritable leçon de radicalisme sous la IIIe République.
De 1891 à 1901, Eugène Le Roy rédige un volumineux manuscrit de 1086 pages intitulé Études critiques sur le christianisme. Il s'agit d'un pamphlet anticlérical sans concessions où Le Roy cherche à montrer que la collusion entre les pouvoirs temporel et spirituel est néfaste à une nation. Il tire de ce travail des conclusions sans appel : « Ainsi on le voit, l’Évangile n’a pas inventé une morale particulière ; il n’y a pas la morale de Jésus, celle de Cicéron, celle de Confucius etc., il y a une morale universelle, qui ne fait acception ni des temps, ni des lieux, ni des personnes, qui plane sereine et immuable sur les sectateurs de Jéhovah, de Jupiter, de Bouddha et du Christ. C’est à cette morale impersonnelle, produit spontané de la conscience humaine, morale formulée de temps immémorial par une foule d’hommes de bien, que l’Évangile a emprunté ses plus beaux préceptes… » (Études critiques, p. 353). La somme des ouvrages concernant l’histoire et la religion chrétiennes que Le Roy a consultés pour rédiger cet énorme travail est impressionnante : s’il se réfère continuellement à Voltaire, principalement au Dictionnaire philosophique, mais aussi aux Annales de l’Empire, il puise également chez Denis Diderot, Jean-Jacques Rousseau, Paul Thiry d'Holbach, Proudhon, Ernest Renan, Louis de Potter (Histoire du christianisme et des Églises chrétiennes), Sauvestre, Paul Bert (La morale des Jésuites), Victor-Henri Debidour, Paul Parfait, Augustin Fabre, Mage et Alfred Loisy dont il a sans doute lu L’Évangile et l’Église publié en 1902 ; il cite également Pierre Leroux, franc-maçon de Limoges et père de la surprenante théorie du circulus qui a fait hurler de rire la Chambre des députés ; il a également travaillé sur les Origines de la France contemporaine, d’Hippolyte Taine et sur L’origine de tous les cultes de Charles-François Dupuis, ouvrage publié en 1822, sur L’Ancien Régime et la Révolution d’Alexis de Tocqueville (cité p. 573) ; mais il a lu aussi des auteurs catholiques, Bossuet, le Dictionnaire de théologie de Nicolas-Sylvestre Bergier, le Traité sur l’apparition des esprits de Dom Calmet et bien d’autres ouvrages encore dont on soupçonne la présence au fil des pages, comme Brantôme ou la Nobla Leyczon vaudoise dont il cite quatre vers de mémoire, ou encore Les Huguenots : cent ans de persécution (1685-1789), de Charles Alfred de Janzé.
Cet ouvrage montre sans conteste la vraie personnalité de Le Roy et son dégoût pour les injustices et les intolérances religieuses.
En 1894, il entreprend la rédaction de Mademoiselle de la Ralphie qu'il achève en 1902. Il y narre la déchéance d’une fille de la noblesse dévorée par la passion pendant la Monarchie de Juillet. En 1899, il publie Jacquou le Croquant, qui raconte la révolte d’un petit paysan contre les injustices sociales de son temps, depuis la Restauration jusqu’à la fin du XIXe siècle. En 1897-1898, il écrit Les gens d'Auberoque dont l'histoire se situe dans la bourgeoisie provinciale et affairiste sous le Second Empire et la Troisième République. En 1901, il publie La petite Nicette et Le grand Milou, puis en 1902 L'Année rustique en Périgord.
Eugène Le Roy prend sa retraite à Montignac. Il refuse en 1904 la Légion d'honneur qui lui est proposée. Il rédige encore Au pays des pierres.
À sa mort en 1907, Eugène Le Roy est inhumé civilement au cimetière de Montignac. Il laisse un dernier ouvrage : Le Parpaillot, qui paraîtra six ans après sa mort sous le titre de L'Ennemi de la Mort. Il laisse également divers inédits, dont un pamphlet voltairien, La Damnation de saint Guynefort qui ne sera publié qu'en 1937.

## Œuvres

### Romans
- Le Moulin du Frau (1891), paru en feuilleton dans L'Avenir de la Dordogne du 2 avril au 21 août 1891 puis chez Fasquelle en 1905. — Texte intégral de Le Moulin du Frau sur Wikisource
- Jacquou le Croquant (1899), paru en feuilleton dans la Revue de Paris du 15 mars au 15 mai 1899 puis chez Calmann-Lévy en 1900. — Texte intégral de Jacquou le Croquant sur Wikisource
- La Damnation de Saint-Guynefort (1937), composé en 1901, édité en 1937 chez Sedrowski.  — Texte intégral de La Damnation de Saint Guynefort sur Wikisource
- Nicette et Milou (1901) : La petite Nicette, écrit en "août et septembre 1900" paru dans le N° de mars 1901 de la Revue de Paris (livraison du 15 mars). Le grand Milou fut écrit en novembre et décembre 1900. Les deux nouvelles sont réunies sous le titre Nicette et Milou chez Calmann-Lévy en 1901. — Texte intégral de Nicette et Milou sur Wikisource
- L'Année rustique en Périgord (1903), articles parus du 21 novembre 1903 au 7 juin 1904 dans Le petit centre de Limoges, puis publié à Bergerac en 1906  — Texte intégral de L'Année rustique en Périgord sur Wikisource
- Roquejoffre (paru sous forme de roman-feuilleton dans Le Temps du 10 décembre 1903 au 20 décembre 1903), puis reprise avec trois autres nouvelles dans Au Pays des Pierres en mai 1906
- La Belle Coutelière (1905), nouvelle publiée dans le Temps en juin 1905, puis reprise avec trois autres nouvelles dans Au Pays des Pierres en mai 1906. Réédition avec fac-similé du manuscrit en 2012.
- Au Pays des pierres (1906), Fasquelle ; le livre rassemble quatre nouvelles : La Belle Coutelière , Roquejoffre, La gent Agrafeil et Dom Gérémus — Texte intégral de Au Pays des pierres sur Wikisource
- Les Gens d'Auberoque (1906), paru dans la Revue de Paris du 1er mai au 1er juillet 1906, puis chez Calmann-Lévy en 1906. — Texte intégral de Les Gens d'Auberoque sur Wikisource
- Mademoiselle de la Ralphie (1906), paru en feuilleton dans La petite République du 25 février au 26 avril 1906, puis chez F. Rieder en 1921. — Texte intégral de Mademoiselle de la Ralphie sur Wikisource
- L'Ennemi de la mort (1912), paru dans la Revue de Paris à partir du 15 juillet 1911, puis par Calmann-Lévy en 1912. — Texte intégral de L'Ennemi de la mort sur Wikisource
- Études critiques sur le christianisme (préf. Guy Penaud, Richard Bordes et Jean Page), Périgueux, La Lauze, coll. « Études sur le Christianisme », 2007, 640 p., 17 x 24 cm (ISBN 978-2-35249-015-9)Texte établi à partir d'un manuscrit de 1086 pages conservé aux Archives Départementales de la Dordogne.

### Éditions modernes
- Œuvres complètes aux Éditions du Périgord Noir, Périgueux.
- Choix (Le Moulin du Frau ; Jacquou le Croquant ; Les gens d’Auberoque ; Nicette et Milou) au Livre club Diderot.
- Plusieurs titres aux éditions Fanlac, dont La Belle Coutelière et La Damnation de saint Guynefort.
- En poche : Jacquou le Croquant (1899) et l’Ennemi de la Mort.
- Au cours du premier semestre 2007, les Éditions de La Lauze, de Périgueux, ont publié le dernier texte inédit d'Eugène Le Roy, Études critiques sur le christianisme, avec des introductions de Guy Penaud, Richard Bordes et Jean Page;  (ISBN 2352490154).
- Jacquou le croquant, Le temps des Cerises (Préface de Gérard Mordillat), 2019

## Dans la culture
Adaptations au cinéma et à la télévision
- Jacquou le Croquant de Stellio Lorenzi, 1969.
- Jacquou le Croquant, film de Laurent Boutonnat, 2007.
- L'Ennemi de la mort, téléfilm de Roger Vrigny et Roger Kahane, 1981.

Monument
La commune de Montignac en Dordogne fait ériger un monument en hommage à l'écrivain en 1927, 20 ans après son décès à Montignac.
Traductions
Plusieurs de ses œuvres ont été traduites en occitan par Jean-Claude Dugros.